# The Catlins

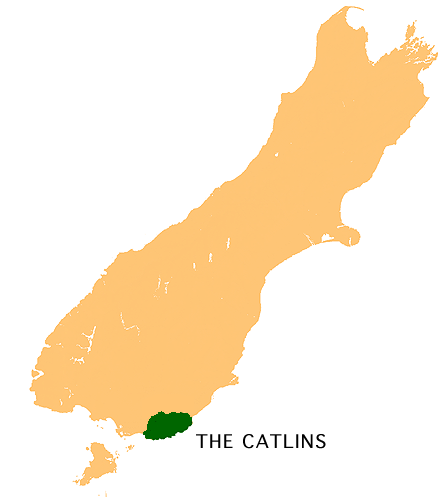
Lage der Catlins auf der Südinsel

The Catlins (manchmal auch The Catlins Coast) ist ein Gebiet im Südosten der Südinsel Neuseelands zwischen Balclutha und Invercargill. Es streift die Grenze zwischen den Regionen Otago und Southland und umfasst auch den südlichsten Punkt der Südinsel, Slope Point.
The Catlins sind ein zerklüftetes, sehr dünn besiedeltes Gebiet, das eine malerische Küstenlandschaft und dichten gemäßigten Regenwald besitzt. In beiden leben zahlreiche bedrohte Vogelarten. Die exponierte Lage der Catlins führt zu oft rauem Wetter und starker Brandung, die Surfer anzieht.
Ökotourismus wird für die Wirtschaft der Catlins zunehmend wichtig. Die wichtigsten anderen Wirtschaftszweige sind Milchviehhaltung und Fischerei. Die früher in der Region angesiedelte Walfang- und Holzindustrie und die Küstenschifffahrt sind nicht mehr von Bedeutung. Die gesamte Region wird nur von etwa 1200 Menschen bewohnt, viele von ihnen leben in der Siedlung Owaka. In der Mehrzahl sind kleinere Ansiedelungen wie beispielsweise Lochindorb.

## Geographie
Das Gebiet der Catlins umfasst etwas über 1900 km² und dehnt sich entlang eines etwa 90 km langen Küstenstreifens etwa 50 km ins Landesinnere aus. Die Mündung zweier größerer Flüsse, des Clutha River/Mata-Au im Nordosten und des Mataura River im Westen markieren die Grenzen der Catlins an der Küste. Im Norden und Nordwesten weichen die rauen, mit Buschwerk bedeckten Hügel einem durch die Zuflüsse dieser beiden Flüsse, wie dem Pomahaka River, geformten hügeligen Weideland.

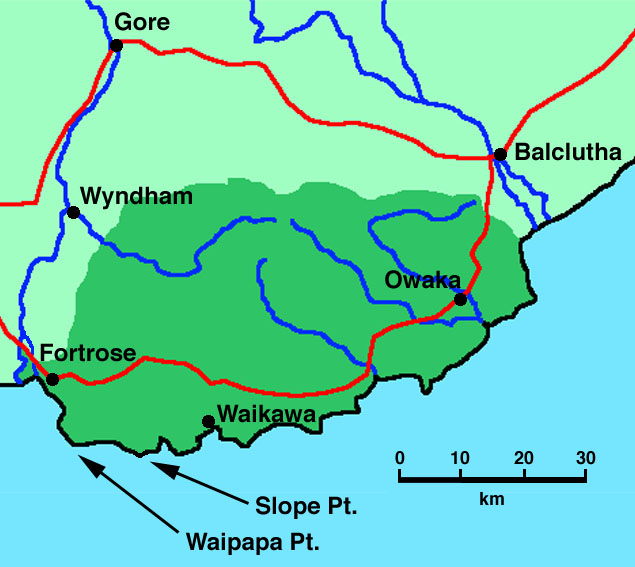
Karte der Catlins

Die Küste der Catlins ist zerklüftet, sie weist aber auch Sandstrände, Blowholes wie beispielsweise Jack’s Blowhole, einen Versteinerten Wald in der Curio Bay und Küstenhöhlen wie die Cathedral Caves auf. Ein großer Teil der Küstenlinie besteht jedoch aus hohen Klippen, die an mehreren Stellen mehr als 150 m aufragen. An den meisten Stellen steigt das Land steil aus dem Meer empor. Daher münden viele der Flüsse als Wasserfall ins Meer. Bekannt sind besonders die Purakaunui Falls des Purakaunui River.
Der südlichste Punkt der Südinsel, Slope Point, befindet sich nahe der Südwestecke der Catlins. Westlich davon liegt Waipapa Point, der oft als Grenze der Catlins angesehen wird. An ihn schließt sich das sumpfige Land um die Mündung des Mataura River am Ostende der Toetoes Bay an. Andere Quellen ziehen die Grenze der Catlins an anderen Orten, einige restriktive Definitionen schließen sogar Slope Point aus.
Mehrere parallele Hügelketten dominieren das Landesinnere. Sie werden durch die Täler des Ōwaka River, Catlins River und Tahakopa River getrennt, die alle südostwärts in den Pazifik münden. Die bedeutendste dieser Ketten ist die Maclennan Range. Die dazwischen liegenden Hügel werden oft einfach als Catlins Ranges bezeichnet. Ihre Nordwesthänge entwässern in mehrere Zuflüsse des Clutha und Mataura River, von denen der bedeutendste der Mokoreta River ist. Diese Flüsse verlaufen größtenteils in westliche Richtung und erreichen den Mataura nahe dem Ort Wyndham.

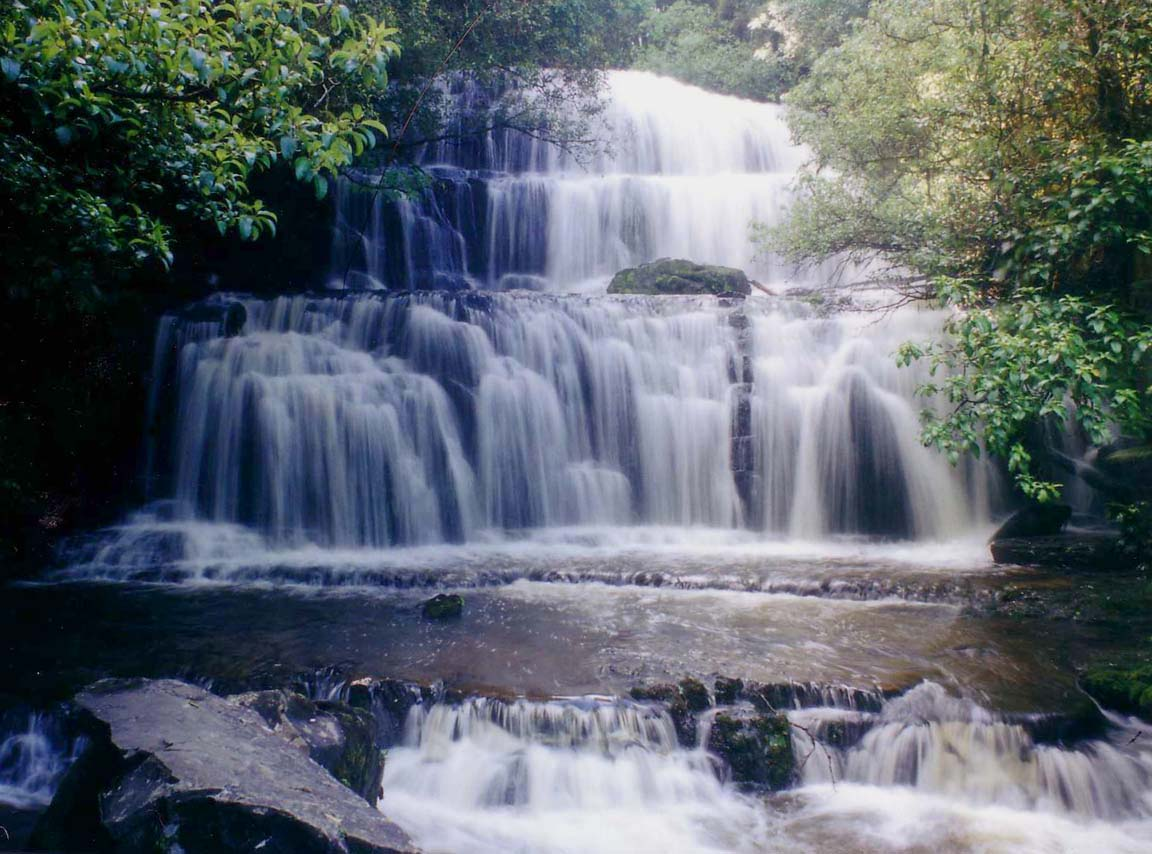
Die Purakaunui Falls

Der höchstgelegene Punkt der Catlins, der nur 720 m hohe Mount Pye, befindet sich 25 km nordnordöstlich von Waikawa nahe der Quelle des Mokoreta River. Er ist ein Punkt der Grenze zwischen den Regionen Otago und Southland. Andere Erhebungen über 600 m sind Mount Rosebery, Catlins Cone, Mount Tautuku und Ajax Hill.
Die Catlins besitzen mehrere kleinere Seen, der bekannteste ist Lake Wilkie nahe der Tautuku Peninsula. Catlins Lake nahe Owaka ist eigentlich der Mündungsbereich des Catlins River.
Die Schifffahrt vor den Catlins war für ihre Gefahren berüchtigt, viele Schiffbrüche fanden an den hier ins Meer hervorstehenden Kaps statt. Zwei Leuchttürme an den gegengesetzten Enden der Catlins wurden deshalb gebaut. Der Leuchtturm von Nugget Point befindet sich 76 m über dem Meeresspiegel am Ende von Nugget Point, er wirft sein Licht über eine Reihe erodierter Felsnadeln, die „nuggets“, denen das Kap seinen Namen verdankt. Er wurde 1869/70 erbaut. Der Leuchtturm von Waipapa Point befindet sich in nur 21 m Höhe über dem Meer und war 1884 der letzte in Holzbauweise errichtete Leuchtturm Neuseelands. Er entstand als Reaktion auf den Schiffbruch der Tararua im Jahre 1881. Beide Leuchttürme sind heute automatisiert.
Wegen ihrer Lage an der Südspitze Neuseelands ist die Küste der Catlins besonders der Dünung ausgesetzt, die hier oft über 45 m beträgt. Big wave surfing beginnt sich zu einer Touristenattraktion zu entwickeln. Es finden regelmäßig Wettbewerbe statt, die von dem aus Dunedin stammenden Surfer Doug Young im Jahre 2003 bewältigte elf Meter hohe Welle machte den Ort bekannt.

## Klima
Die Catlins haben ein kühles, gemäßigtes maritimes Klima, die Temperaturen sind etwas geringer als in anderen Teilen der Südinsel. Das Klima wird stark vom Einfluss des Pazifik bestimmt. Die Winde können besonders an der exponieren Küste beträchtliche Stärke erreichen. Die meisten Stürme auf der Südinsel entwickeln sich im Süden oder Südwesten der Insel und so werden die Catlins von diesen Wetterlagen am stärksten betroffen.
Die Niederschläge in den Catlins – besonders den zentralen und südlichen Teilen – sind bedeutend höher als am größten Teil der Ostküste der Südinsel. Es kommt zwar nur selten zu heftigen Regenfällen, Nieselregen ist aber häufig und 200 Regentage im Jahr nicht ungewöhnlich. Regentage sind ziemlich gleichmäßig über das Jahr verteilt. In den nördlichen Catlins gibt es keine besonders niederschlagsreiche Zeit, im Südwesten gibt es im Herbst eine Tendenz zu etwas mehr Niederschlag. Die mittleren Jahresniederschläge an der Messstelle am Tautuku Outdoor Education Centre beträgt etwa 1300 mm mit geringer jährlicher Schwankungsbreite.
In den Hochsommermonaten Januar und Februar kann das Tagesmaximum der Temperatur 30 °C überschreiten. Gewöhnlich liegen die Sommertemperaturen aber zwischen 18 und 20 °C. Schnee ist bis auf die Gipfelregionen selbst in der kältesten Zeit des Winters selten, obwohl es im Juni bis September regelmäßig Frost gibt. Im Winter betragen die Tageshöchsttemperaturen üblicherweise zehn bis 13 °C.

## Geschichte
Die ersten bekannten Bewohner der Catlins waren Māori von den Iwi Kāti Māmoe, Waitaha und Kāi Tahu, die sich durch Heirat und Eroberung zu dem heutigen Iwi Kāi Tahu vereinigten. Archäologen datieren erste Anzeichen auf die Anwesenheit des Menschen um das Jahr 1000. Die Einwohner waren Halbnomaden und reisten von Stewart Island im Süden ins Landesinnere bis Central Otago. Sie lebten meist nahe der Flussmündungen, um leichten Zugang zu Nahrungsquellen zu haben. Nach einer Legende waren die Wälder des Landesinneren der Catlins von Maeroero (Wilden Riesen) bewohnt.
Die Catlins waren einer der letzten Orte für die Jagd auf den Moa und die Bäume des Waldes erwiesen sich als gut geeignet für den Bau von Kanus. Der Name der Siedlung Owaka bedeutet „Ort des Kanus“. Es wurden in den Catlins keine Pā (befestigte Dörfer) der Māori gefunden, es gab jedoch viele Jagdlager, besonders bei Papatowai nahe der Mündung des Tahakopa River.

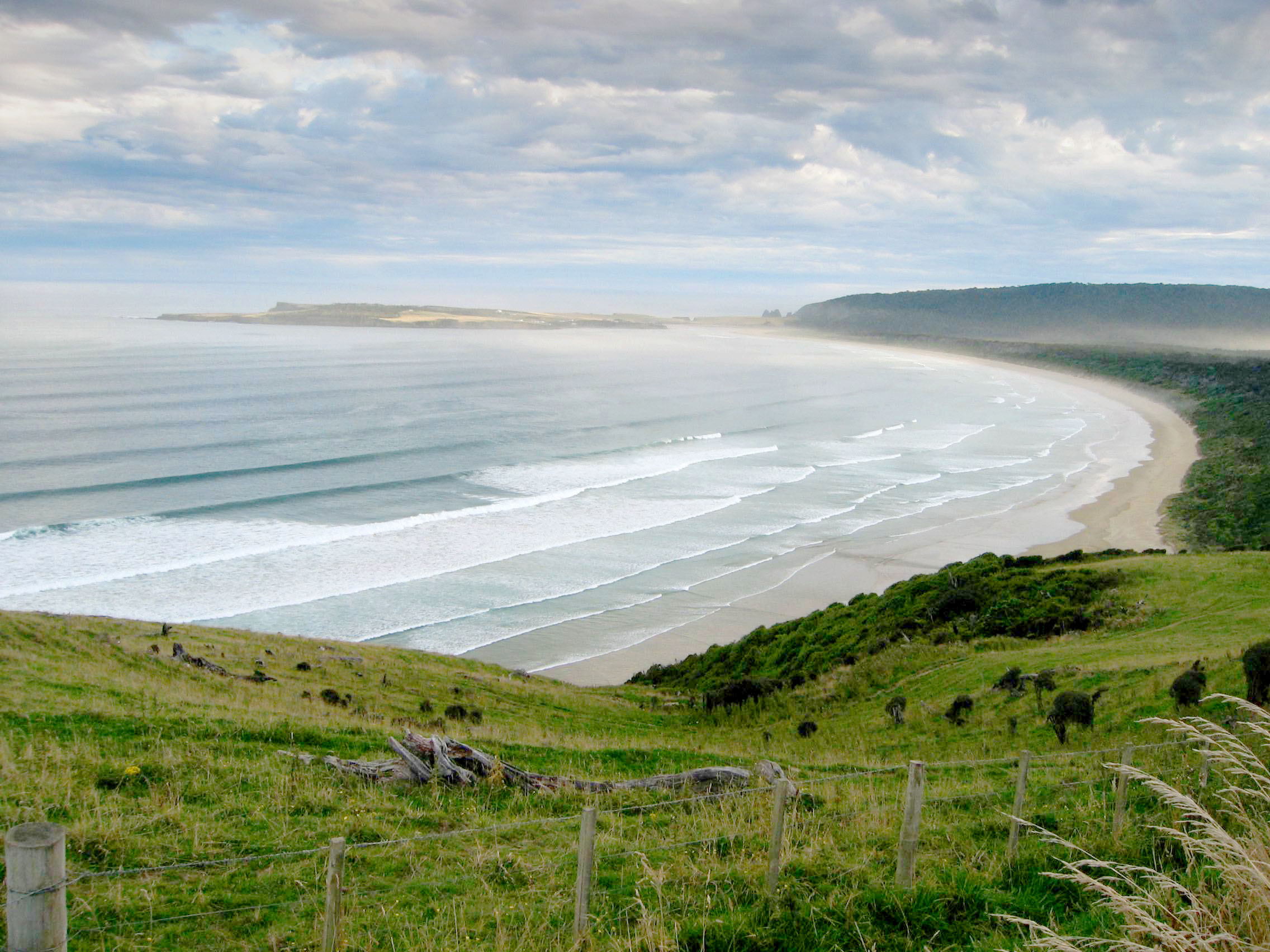
Die Tautuku Peninsula beherbergt eine frühe Walfangstation

Die Europäer entdeckten das Gebiet 1770, als James Cook mit der Endeavour an der Küste entlangfuhr. Cook taufte eine Bucht in den Catlins nach dem Sailing Master seines Schiffes, Robert Molineux, Molineux's Harbour. Obwohl diese Bucht nahezu sicher die Mündung des Waikawa River war, übertrugen spätere Besucher den Namen auf eine Bucht weiter östlich, nahe der Mündung des Clutha River/Mata-Au, der für viele Jahre als Molyneux River bekannt war.
Seeleute und Walfänger gründeten die ersten europäischen Siedlungen Anfang des 19. Jahrhunderts. Zu dieser Zeit bestimmte die Jagd auf Meeressäuger die wirtschaftlichen Aktivitäten in Neuseeland. Eine Walfangstation wurde 1839 auf der Tautuku Peninsula, kleinere Stationen in Waikawa und nahe der Mündung des Clutha River/Mata-Au errichtet.
Die Catlins erhielten ihren Namen vom Catlins River, der wiederum nach Kapitän Edward Cattlin (manchmal auch Catlin), einem Walfänger, der am 15. Februar 1840 vom Häuptling der Kāi Tahu Hone Tuhawaiki für Musketen und £30 (dies entsprach 2005 etwa NZ$ 3000) ein großes Stück Land entlang des Flusses kaufte. Neuseelands Landkommissare verweigerten diesen Kauf zu genehmigen, und die Māori erhielten nach langen Verhandlungen, die erst über ein Jahrzehnt nach Cattlin's Tod endeten, einen großen Teil des Landes zurück.
Mitte des 19. Jahrhunderts entwickelten sich in der Gegend zahlreiche Sägemühlen, ein großer Teil des Holzes wurde über die Häfen von Waikawa und Fortrose nach Norden in die sich entwickelnde Stadt Dunedin verschifft. Ein 60 m langer Pier wurde 1875 in Fortrose gebaut, er ist jedoch nicht erhalten.

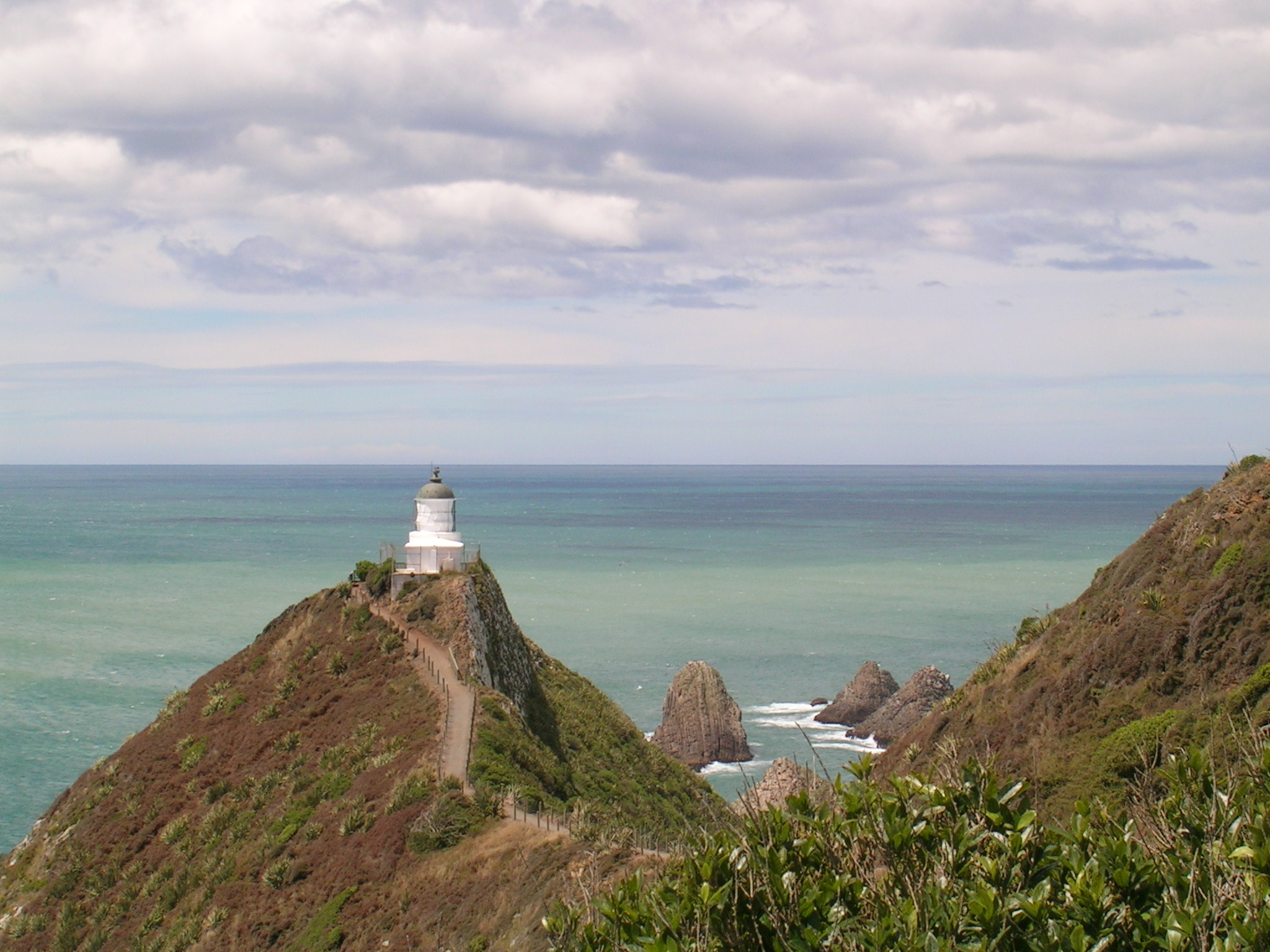
Der 1870 erbaute Leuchtturm Nugget Point

An der Küstenlinie kam es in dieser Zeit zu mehreren Schiffbrüchen. Der bedeutendste war der des Passagierdampfers Tararua, der von Bluff nach Port Chalmers unterwegs war und am 29. April 1881 vor Waipapa Point auflief. Von den 151 Menschen an Bord kamen 131 ums Leben.
Ein anderer bekannter Schiffbruch, der der Surat, geschah am 1. Januar 1874. Dieses Schiff schlug an den Felsen nahe Chasland's Mistake, acht Kilometer südöstlich der Tautuku Peninsula leck, schleppte sich noch bis zur Mündung des Catlins River, bevor die 271 Einwanderer an Bord gezwungen waren, das Schiff aufzugeben. Ein Strand an der Mündung des Flusses heißt zum Gedenken an dieses Ereignis Surat Bay. Der Schoner Wallace und das Dampfschiff Otago sanken 1866 und 1876 ebenfalls in der Nähe von Chasland's Mistake, der 4600-Tonnen-Dampfer Manuka lief 1929 bei Long Point nördlich von Tautuku auf Grund.
In der Zeit zwischen der Great Depression bis zur Gründung des New Zealand Rabbit Board 1954 wurden eingeschleppte Kaninchen eine Plage in der Gegend. Kaninchenfänger wurden angestellt, um die Tiere zu dezimieren. Die Fallenstellerei und der Verkauf der Felle in Dunedin wurde in dieser Zeit ein kleinerer, aber nicht unwichtiger Teil der Wirtschaft der Catlins.
Nach einem Rückgang in den 1890er Jahren breitete der Einschlag heimischer Baumarten in neue Gebiete aus, die nun durch eine Erweiterung des Bahnnetzes zugänglich wurden, bis er in der Mitte des 20. Jahrhunderts langsam auslief. Ein Faktor für den Rückgang war eine Reihe von Waldbränden, die 1935 mehrere Sägewerke in der Region zerstörten. Ein großer Teil des verbleibenden Waldes steht nun als Catlins Forest Park unter dem Schutz des Department of Conservation.

## Natur

### Fauna

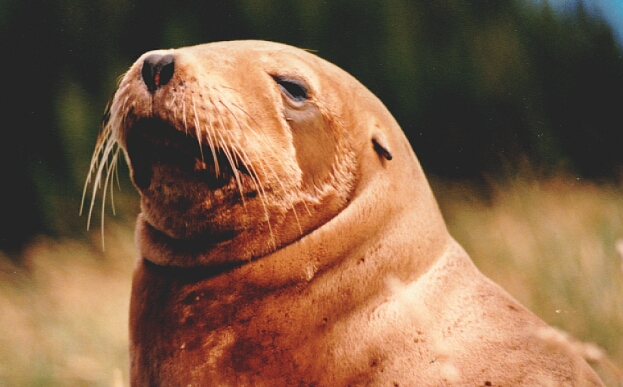
Neuseeländische Seelöwen an der Küste der Catlins

Die Küste der Catlins ist Lebensraum von Neuseeländischem Seebär und Neuseeländischem Seelöwen, gelegentlich werden auch Südliche See-Elefanten gesichtet. Mehrere Pinguinarten, insbesondere der seltene Gelbaugenpinguin (Hoiho), Albatrosse der Gattung Thalassarche und Australische Tölpel leben hier. Die Flussmündungen sind Heimat von Reihern, Stelzenläufern, Schnepfen und Austernfischern. Australische Rohrdommeln und der vom Aussterben bedrohte Farnsteiger (Bowdleria punctata) werden gelegentlich auch an verschilften Flussufern angetroffen.
In den Wäldern leben gefährdete Vogelarten wie Gelbköpfchen (Mohoua ochrocephala), Kakariki Tui, Fächerschwänze und Maori-Fruchttauben. Eine der nur zwei in Neuseeland heimischen Arten Landsäuger, die Langschwanzfledermaus, lebt in kleiner Zahl in den Wäldern. Mehrere Echsenarten, darunter Aotearoa-Graugeckos sind örtlich zu finden.
Viele Arten Fische, Muscheln und Krustentiere werden in den Flüssen und im Meer gefunden, darunter Krabben und Paua. Nugget Point in den nördlichen Catlins beherbergt ein besonders reiches Meeresleben. Die geplante Errichtung eines Meeresschutzgebietes vor der dieser Küste erwies sich jedoch als umstritten. Hector-Delphine sind oft dicht vor der Küste zu sehen, besonders in der Porpoise Bay bei Waikawa.

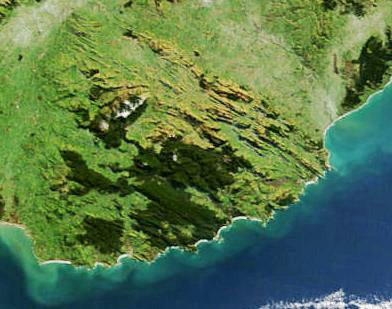
Bewaldete Gebiete sind auf diesem Satellitenfoto der Catlins dunkelgrün dargestellt.

### Flora
Die Catlins besitzen dichten Gemäßigten Regenwald, der von Steineibengewächsen dominiert wird. Dieser bedeckt etwa 600 km² der Catlins. Der dichte Wald besteht aus Bäumen wie Rimu, Totara, Südbuchen, Mataī und Kahikatea. Bedeutend sind die unberührten Reste von Rimu- und Totara-Wald in Gebieten, die für den Holzeinschlag der frühen Siedler zu zerklüftet oder zu steil waren und die ausgedehnten Südbuchenwälder am Takahopa River. Diese sind die südliche Verbreitungsgrenze des Südbuchenwaldes. Viele andere heimische Waldpflanzen finden sich im Unterholz der Wälder, darunter junge Exemplare des Lanzenholzes (Pseudopanax crassifolius), Orchideen der Gattungen Corybas und Earina und heimische Farne.
Die europäischen Siedler zerstörten im Zuge der Landgewinnung einen großen Teil der Küstenvegetation der Catlins, nur an einigen Stellen, hauptsächlich an Klippen und in einigen Buchten nahe der Tautuku Peninsula verblieben Reste der ursprünglichen Vegetation. Die Flora umfasst viele heimische Arten, die an die Versalzung und die starken Winde dieser exponierten Standorte angepasst sind. Das Asterngewächs Celmisia lindsayii ist in der Region endemisch, es ist mit den in den Gebirgen Neuseelands vorkommenden Arten der Gattung Celmisia verwandt. In Horsten wachsende Grasarten, Tussock genannt, Hebe und Neuseeländischer Flachs, sowie heimische Enzianarten sind verbreitet. Das vom Aussterben bedrohte Sauergrasgewächs Pingao (Desmoschoenus spiralis) ist nur noch selten zu finden. In Jahren, in denen die Rātā viele Blüten bildet, färben sich die Kronen des Küstenwaldes leuchtend rot. Rātā gedeiht auch an einigen weiter im Landesinneren gelegenen Stellen.

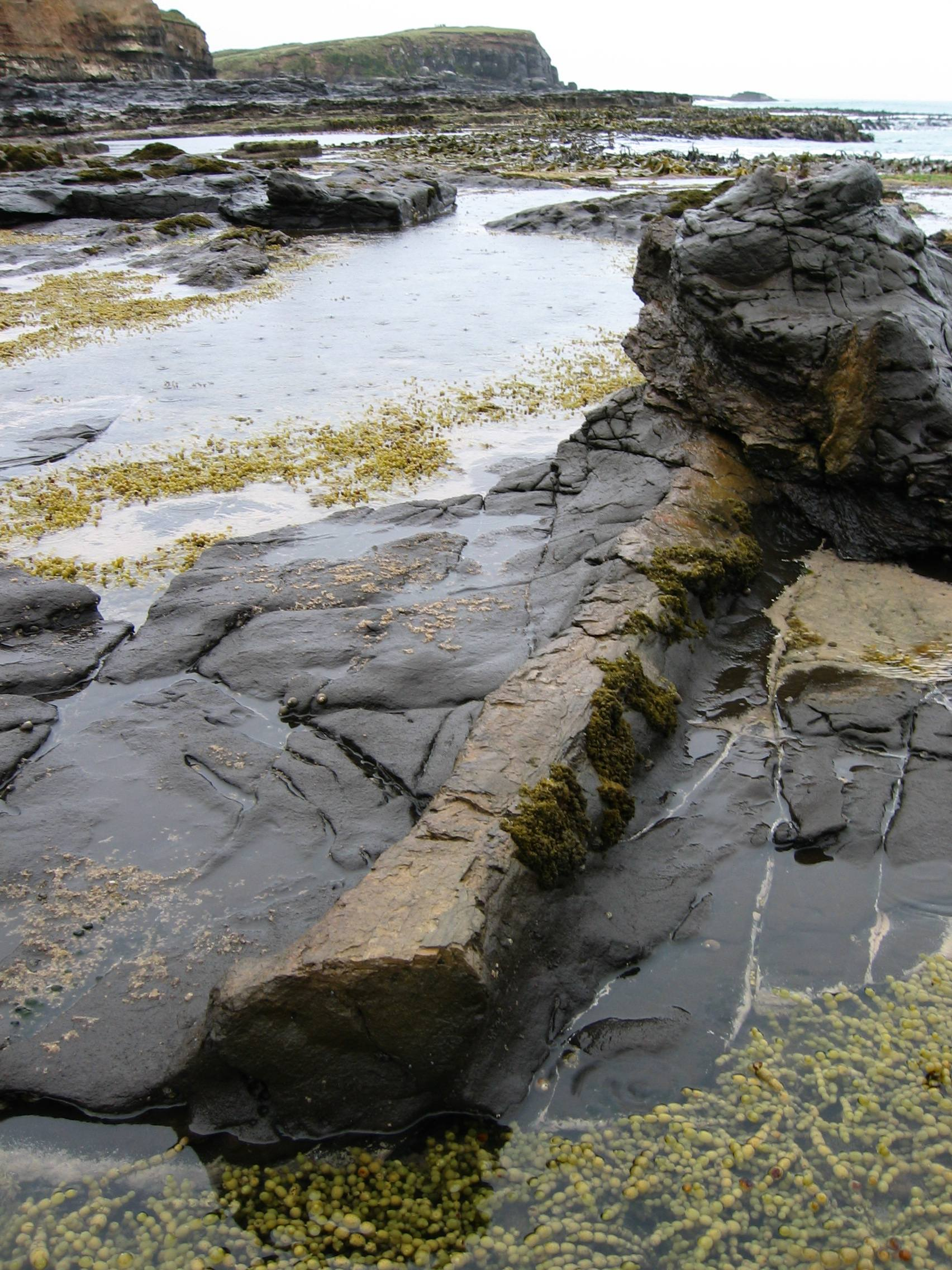
Ein versteinerter Baum in der Curio Bay

In der Curio Bay befinden sich versteinerte Reste eines 160 Millionen Jahre alten Waldes. Er ist der Rest eines subtropischen Waldes, der einst die Region bedeckte und später im Meer versank. Die Fossilien der Bäume sind eng mit heutigen Kauri und Zimmertannen verwandt.

## Demografie
Die Catlins sind sehr dünn besiedelt. Das ganze Gebiet hat nur etwas über 1200 Einwohner. Diese leben nahezu ausschließlich entweder entlang der Strecke des ehemaligen State Highways von Balclutha nach Invercargill oder in winzigen Küstensiedlungen mit meist nur einigen Dutzend Einwohnern.
Der größte Ort der Region, Owaka, hat etwa 400 Einwohner. Verschiedene Quellen geben Einwohnerzahlen von 200 bis 500 an, was den unscharfen Grenzen der Siedlung und jahreszeitlichen Schwankungen zuzuschreiben ist. Die Angaben des Zensus 2001 zur Zahl der ständigen Bewohner gab 366 an. Die einzigen anderen etwas größeren Siedlungen sind Kaka Point (150 Einwohner), Waikawa, Tokanui und Fortrose. Die meisten anderen Siedlungen sind entweder kleine landwirtschaftliche Gemeinden, wie Romahapa, Maclennan und Glenomaru oder nur zeitweise bewohnte Feriensiedlungen mit wenigen ständigen Einwohnern.
Ein durch den Otago Youth Adventure Trust betriebenes Outdoor-Bildungszentrum befindet sich in Tautuku auf halbem Wege zwischen Owaka und Waikawa.
Die Bevölkerungszahl ging von um 2700 im Jahre 1926 auf den heutigen Wert zurück. Damals konnte sich die Siedlung Tahakopa – heute mit weniger als 100 Einwohnern – in der Größe fast mit Owaka messen. Tahakiopa hatte damals 461 Einwohner, Owaka 557. Erst am Ende des 20. Jahrhunderts kam der Rückgang zum Stillstand, so dass die Zahlen von 2008 denen von 1986 ähneln.
Vor seinem Tod im Jahre 2008 war der Dichter Hone Tuwhare der bekannteste Bewohner Catlins. Tuwhare lebte viele Jahre in Kaka Point und viele seiner Gedichte beziehen sich auf die Catlins.
Die Bevölkerung ist vorwiegend europäischer Abstammung, 94,2 % der Bevölkerung von Owaka zählten sich beim Zensus 2001 zur ethnischen Gruppe der Europäer. Im Vergleich dazu beträgt der Anteil an Einwohnern europäischer Abstammung in der Region Otago 93,7 % und in Neuseeland 80,1 %. Das mittlere Einkommen beim Zensus 2001 war bedeutend geringer als in den meisten Gebieten Neuseelands, andererseits war die Arbeitslosenquote mit 3,2 % gegenüber national 7,5 % gering.

## Verkehr
Die durch die Catlins verlaufende Southern Scenic Route verbindet Fiordland und Dunedin. Hier bildet sie eine von Nordost nach Südwest verlaufende Alternativstrecke zum State Highway 1 (SH 1). Dieser streift die Catlins im Nordosten. Dieser Abschnitt der Southern Scenic Route – früher der State Highway 92 – ist nicht mehr als Schnellstraße gelistet. Er windet sich durch die meisten der kleinen Siedlungen der Gegend und war erst Ende der 1990er Jahre vollständig befestigt. Ein Abschnitt von etwa 15 km länge südwestlich von Tautuku war bis dahin eine Schotterpiste. Die Siedlungen Romahapa, Owaka, Maclennan, Tokanui und Fortrose liegen an dieser Strecke. Eine Küstenstraße verläuft ebenfalls parallel zum im Landesinneren verlaufenden Highway, von ihr sind aber nur etwa zwei Drittel befestigt.
Die verbleibenden kleinen Straßen der Gegend, die meist von den Küstensiedlungen auf den ehemaligen State Highway 92 zulaufen, sind Schotterstraßen. Es gibt jedoch auch Schotterstraßen, die entlang der Täer des Owaka River und Tahakopa River verlaufen und die Hauptverkehrsader der Catlins mit den kleinen Gemeinden Clinton und Wyndham verbinden. Die ebenfalls geschotterte Waikawa Valley Road überquert die Hügel und mündet in die Straße von Tahakopa nach Wyndham.
Eine Eisenbahnlinie, die Catlins River Branch, verband seit dem späten 19. Jahrhundert das Gebiet der Catlins mit der South Island Main Trunk Line. Der Bau dieser Strecke begann 1879, sie erreichte Owaka aber erst 1896. Der Bau ging wegen des schwierigen Geländes langsam voran, der Endpunkt in Tahakopa wurde erst 1915 vollendet. Die Wirtschaftlichkeit der Strecke ging mit dem Verschwinden der Sägewerke, die sie bediente, zurück. So wurde sie 1971 geschlossen. Teile der Strecke werden heute als Wanderwege genutzt, darunter der 250 m lange Tunnel durch den („Tunnel Hill“) zwischen Owaka und Glenomaru.
Mehrere Küstensiedlungen haben Hafenanlagen für Boote, die aber normalerweise nur von Fischerbooten und Sportbooten genutzt werden. Die Catlins werden nicht von Passagier- oder Frachtlinien angelaufen.

## Verwaltung
Der größere Teil der Catlins gehört zum Clutha District. Eines der 14 Ratsmitglieder des Bezirksrates des Clutha Distrikt wird direkt vom Catlins Ward gewählt, der weitgehend deckungsgleich mit diesem Gebiet ist. Der Clutha-Distrikt ist wiederum Teil der Region Otago, die durch den Otago Regional Council (ORC) in Dunedin verwaltet wird. Der Wahlbezirk Molyneux, der grob dem Clutha-Distrikt entspricht, wählt zwei Mitglieder des zwölfköpfigen Regionalrates.
Ungefähr das westliche Drittel der Catlins liegt im Southland District. Eines der 14 Mitglieder des Bezirksrates vertritt den Toetoes Ward, in dem dieser Teil der Catlins liegt. Außerdem gehört zu ihm das Gebiet um Wyndham, es dehnt sich an der Toetoes Bay und über die Awarua Plains aus. Der Southland District ist Teil der Region Southland, die vom Southland Regional Council (SRC; auch Environment Southland) verwaltet wird, dieser hat seinen Sitz in Invercargill. Der südliche Wahlbezirk des SRC umfasst neben dem Toetoes Ward das Gebiet über die Awarua Plains hinaus fast bis nach Bluff im Westen und Mataura im Norden. Er wählt ein Mitglied des zwölfköpfigen Regionalrates.
Bei den Parlamentswahlen sind die Catlins ein Teil des Wahlbezirkes Clutha-Southland. Der Wahlbezirk wird im New Zealand Parliament vom ehemaligen Oppositionsführer Bill English von der New Zealand National Party vertreten (Stand 2008).